# Antonio Vilaplana Molina
Antonio Vilaplana Molina (ur. 28 lutego 1926 w Alcoy, zm. 14 stycznia 2010 w Walencji) − emerytowany ordynariusz hiszpańskiej diecezji katolickiej w León.
Antonio Vilaplana Molina został wyświęcony na kapłana 18 grudnia 1949. W wieku 50 lat został wybrany na biskupa Plasencii 17 września 1976. Sakrę biskupią przyjął z rąk abpa José Maríi García Lahiguery 31 października 1976. W 1987 został ordynariuszem León. Na emeryturę przeszedł w marcu 2002. Bp Vilaplana Molina zmarł na niewydolność nerek 14 stycznia 2010.